# Г1
Г1 (Газотурбовоз, модель 1-я) — первый советский газотурбовоз, построенный Коломенским тепловозостроительным заводом в 1959 году в единственном экземпляре (Г1-01).

## Проектирование
Ещё до Июльского Пленума ЦК КПСС, указавшего на необходимость развернуть научно-исследовательские и проектно-конструкторские работы по созданию экономичных локомотивов, на Коломенском паровозостроительном заводе им. В. В. Куйбышева проводилось начатое в 1954 г. эскизное проектирование односекционного восьмиосного газотурбовоза с полезной мощностью газовой турбины 4500 л.с. Однако во второй половине 1955 г. эта работа была прекращена, и началось проектирование (под руководством главного конструктора завода Л. С. Лебедянского и ведущего конструктора Р. И. Шарговского) двухсекционного газотурбовоза с газотурбинными установками мощностью по 3500 л.с. К концу года был закончен технический проект, а в середине 1956 г. началось изготовление газотурбинной установки, которая была готова в декабре 1957 г. Эта установка (ГТУ № 1) имела подшипники скольжения.
Одновременно с проектированием газотурбовоза и изготовлением для него отдельных частей в период 1956 — 57 гг. на Коломенском заводе, который стал тогда называться тепловозостроительным, создавались экспериментальные цеха и новые лаборатории для исследований газотурбинных установок и их элементов.
В ноябре 1958 г. началось испытание второй газотурбинной установки (ГТУ № 2), которая была разработана с учетом опыта работы первой установки и, в частности, имела подшипники качения.
После получения изготовленных харьковским заводом «Электротяжмаш» генераторов эта установка с июля 1959 г. испытывалась под нагрузкой. Испытания выявили ряд недостатков установки, и её конструкция вновь подверглась переработке; появилась ГТУ № 3.
В конце 1959 г. завод построил одну секцию грузового газотурбовоза Г1-01.

## Конструкция

### Кузов и ходовая часть
Газотурбовоз имел сварной кузов с несущей рамой и с одной кабиной машиниста. Несколько необычно был сделан вход в локомотив: дверь находилась под боковыми окнами кабины. Вследствие этого места машиниста и его помощника находились относительно далеко от лобовых окон кабины.
Кузов опирался на две трёхосные тележки, выполненные по типу тележек опытного тепловоза ТЭ50-0001 - с челюстными буксами с цилиндрическими роликовыми подшипниками. Диаметр колёс равнялся 1050 мм. Тяговые электродвигатели имели опорно-осевое подвешивание.

### Силовая установка и вспомогательное оборудование
На газотурбовозе была применена одновальная газотурбинная установка ГТ-3,5 с открытым циклом без регенерации мощностью 3500 л. с. Она состояла из 12-ти ступенчатого компрессора, шести прямоточных камер сгорания и 4-х ступенчатой турбины и имела следующие параметры:
| Частота вращения роторов, об/мин                   | 8500 |
| Удельный расход топлива, г/э.л.с.ч                 | 327  |
| Расход воздуха (расчётный режим), кг/с             | 23,6 |
| Масса, кг                                          | 7670 |
| Расчётный к.п.д. на валу (номинальная мощность), % | 20,8 |

Атмосферный воздух сжимался в компрессоре до давления 5,5 — 6 атм и поступал в камеру сгорания. При сгорании топлива воздух нагревался до температуры 727 °С, и рабочая смесь поступала в газовую турбину. Примерно 2/3 мощности турбины затрачивалось на вращение компрессора, остальная часть шла на вращение трёх тяговых генераторов постоянного тока.
Тяговые генераторы были скомпонованы в две группы: первая группа (двухмашинный агрегат) состояла из двух тяговых генераторов МПТ-74/23, вторая группа (трёхмашинный агрегат) — из тягового генератора МПТ-74/2З, возбудителя ВТ-275/120А и вспомогательного генератора ВГГ-49/14. Тяговые генераторы имели мощность 733 кВт, возбудитель — 15 кВт, вспомогательный генератор — 80 кВт.
Обмотки возбуждения трёх тяговых генераторов были соединены последовательно и питались от возбудителя.
Газотурбинная установка с редуктором, генераторами и элементами вспомогательного оборудования была смонтирована на отдельной раме, размещенной в средней части кузова.
Каждый тяговый генератор питал два параллельно включенных тяговых электродвигателя ЭДТ-340 мощностью по 340 кВт.
Источником электроэнергии при одиночном следовании локомотива служила вспомогательная силовая установка, состоявшая из 6-цилиндрового дизеля 1Д6 мощностью 150 л.с. и двухмашинного агрегата. Двухмашинный агрегат состоял из маневрового генератора МПТ-49/16
мощностью 100 кВт для питания двух тяговых электродвигателей и вспомогательного генератора ВГГ-275/80 мощностью 20 кВт для собственных нужд и подзарядки аккумуляторной батареи при неработающей газотурбинной установке.
На газотурбовозе имелся холодильник для охлаждения масла газотурбинной установки и дизеля и воды дизеля, осевой вентилятор холодильника и два центробежных вентилятора тяговых электродвигателей.
В заднем помещении кузова, где находилась вспомогательная силовая установка, был расположен котёл для подогрева топлива, масла и обогрева кабины машиниста в зимнее время, а также мотор-компрессор.

## Испытания
24 декабря 1959 года газотурбовоз Г1-01 прошёл обкатку. В ходе продолжительных тягово-теплотехнических испытаний локомотив показал хорошие тяговые характеристики и был направлен на эксплуатационные испытания в локомотивное депо Кочетовка (станция Кочетовка) Юго-Восточной железной дороги для работы в грузовых поездах.
В опытной эксплуатации газотурбовоз Г1-01 оказался машиной весьма капризной и менее экономичной по сравнению с магистральным тепловозом ТЭ3.
В апреле 1963 года на выставке новейших советских локомотивов, газотурбовоз Г1-01 представлял лично главный конструктор Коломенского завода — Л. С. Лебедянский. Н. С. Хрущёву газотурбовоз понравился и он обратился с вопросом к Лебедянскому о достоинствах этого локомотива. Отвечая на вопрос, Лев Сергеевич сообщил, что на данный момент коэффициент полезного действия газотурбовоза ниже чем у тепловоза. Хрущёв не стал обсуждать с главным конструктором технические характеристики локомотива и покинул выставку.
В конце 1965 года все три газотурбовоза: Г1-01, ГП1-001 и ГП1-002 были переданы для опытной эксплуатации в депо Льгов. Газотурбовоз Г1-01 работал в грузовых поездах, в основном на участках: Льгов — Брянск, Льгов — Готня, Льгов — Курск и Льгов — Ворожба (99 км), с низкой интенсивностью (3—4 поездки в месяц).